# Heterospilus aubreyae
Heterospilus aubreyae (лат.) — вид наездников рода Heterospilus из подсемейства Doryctinae семейства бракониды (Braconidae). Встречаются в Центральной Америке: эндемик Коста-Рики.

## Описание
Мелкие перепончатокрылые насекомые, длина от 2,5 до 3,0 мм. Голова тёмно-коричневая, апикальные метасомальные тергиты обычно светло-коричневые; скапус жёлтый, иногда с коричневой латеральной продольной полоской, флагеллум коричневый с апикальным белыми 5-7-м флагелломерами. Лоб, лицо и скутеллюм гранулированные, 4-7-й метасомальные тергиты гладкие. Мезоплеврон и скутеллюм гранулированные. Маларное пространство равно или чуть больше чем 0,25 от высоты глаза. Жгутик состоит из 18—24 члеников. В переднем крыле развита радиомедиальная жилка. Передняя голень с единственным рядом коротких шипиков вдоль переднего края. На задних тазиках ног есть отчётливый антеровентральный базальный выступ, вертекс головы сбоку у глаз нерезко угловатый. Предположительно, как и другие виды рода Heterospilus, паразитируют на жуках или бабочках. Вид был впервые описан в 2013 году американским гименоптерологом Полом Маршем (Paul M. Marsh; Норт-Ньютон, Канзас, США) с группой американских коллег-энтомологов (Wild Alexander L., Whitfield James B.; Иллинойсский университет в Урбане-Шампейне, Эрбана, Иллинойс, США) и назван в честь Обри Холоски (Aubrey Holoski), внучки основного автора открытия (Пола Марша). От близких видов Heterospilus aubreyae отличается жилкованием крыльев (жилка r переднего крыла короче, чем жилка 3RSa; в заднем крыле отсутствует жилка SC+R, а жилка M+CU короче жилки 1M), расположением глаз на голове (расстояние между сложным глазом и простым глазком (оцеллием) примерно равно 2,5 диаметрам бокового простого глазка), коричневым жгутиком с белыми вершинными члениками, проподеумом с гранулированным базальным полем (базальный медиальный киль отсутствует).